# Arthur Dittlmann
Arthur Dittlmann (* 1958 in Burghausen) ist ein deutscher Hörfunkmoderator, Featureautor und bairischer Mundartmusiker.

## Leben
Aufgewachsen ist Arthur Dittlmann in Passau und Mühldorf am Inn. Er studierte katholische Theologie und Germanistik in München; seine Magisterarbeit befasst sich mit Alfred Kubins Roman Die andere Seite.
Dittlmann lebt in Dorfen; er ist verheiratet und hat zwei Söhne.

## Musikprojekte
1977 gründete Arthur Dittlmann mit Peter „Pit“ Holzapfel, Konrad Harrer und Dietmar „Dietz“ Forisch die Bayern-Blues-Rock-Band „Schnabufugl“ (benannt frei nach Felix Hoerburger). Es folgten „Wurmdobler“ mit Peter Probst und „Ade and the Hot Rats“ mit Fritz Kolenda und Günther „Slim“ Scholz.
2000 erschien in Zusammenarbeit mit Peter Holzapfel die CD Dreiviertelte, Blaue, Zammazupfte.
2012 initiierte Dittlmann mit Georg „Schorsch“ Hampel (* 1953) das Musikprojekt „Permanente Bluesmaschin“.
Bei BSC Music erschienen Best of Arthur Dittlmann (2015) und The very best of Arthur Dittlmann (2018). 2024 folgten Aufnahmen mit „Dietz“ Forisch.

## Tätigkeit beim BR
Seit 1989 ist Arthur Dittlmann freier Mitarbeiter beim Hörfunk des Bayerischen Rundfunks. Neben Beiträgen für Sendungen wie Münchner Mittagsmagazin, Heimatspiegel, Notizbuch usw. entstanden dabei Features über Karl Valentin, Weiß Ferdl, Ludwig Thoma, Eugen Roth und Josef Martin Bauer. Darunter die dreistündige Produktion So weit die Füße tragen. Ein Welterfolg – Dichtung und Wahrheit.
Seit 2020 moderiert Dittlmann auf BR Heimat die Samstags-Ausgabe der Sendung Obacht! Tradimix.